# タイの文化

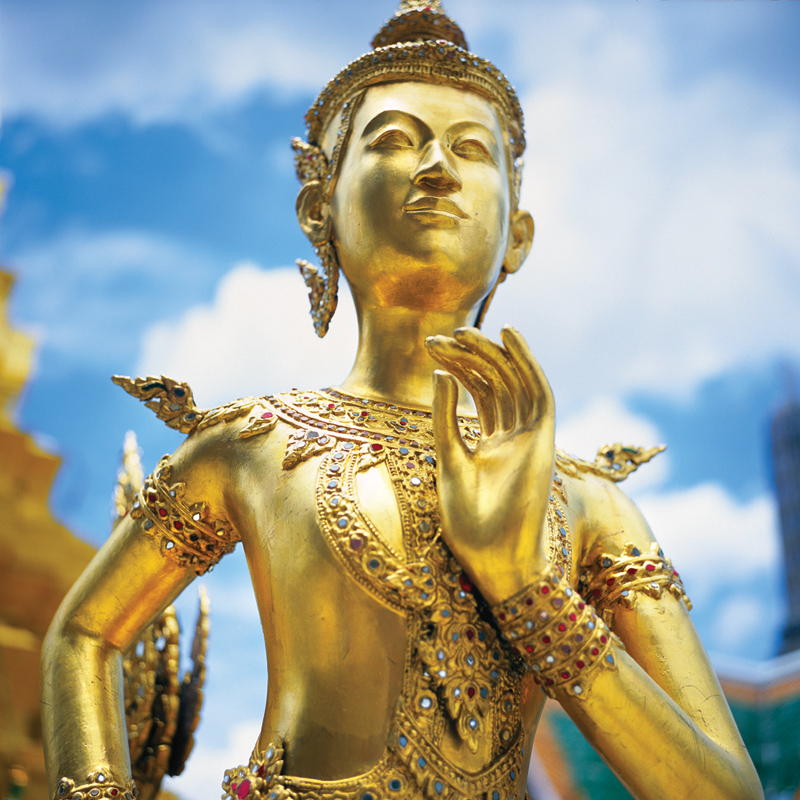
神話の神、キンナラの像（バンコク、ワット・シーラッタナーサーサダーラーム）

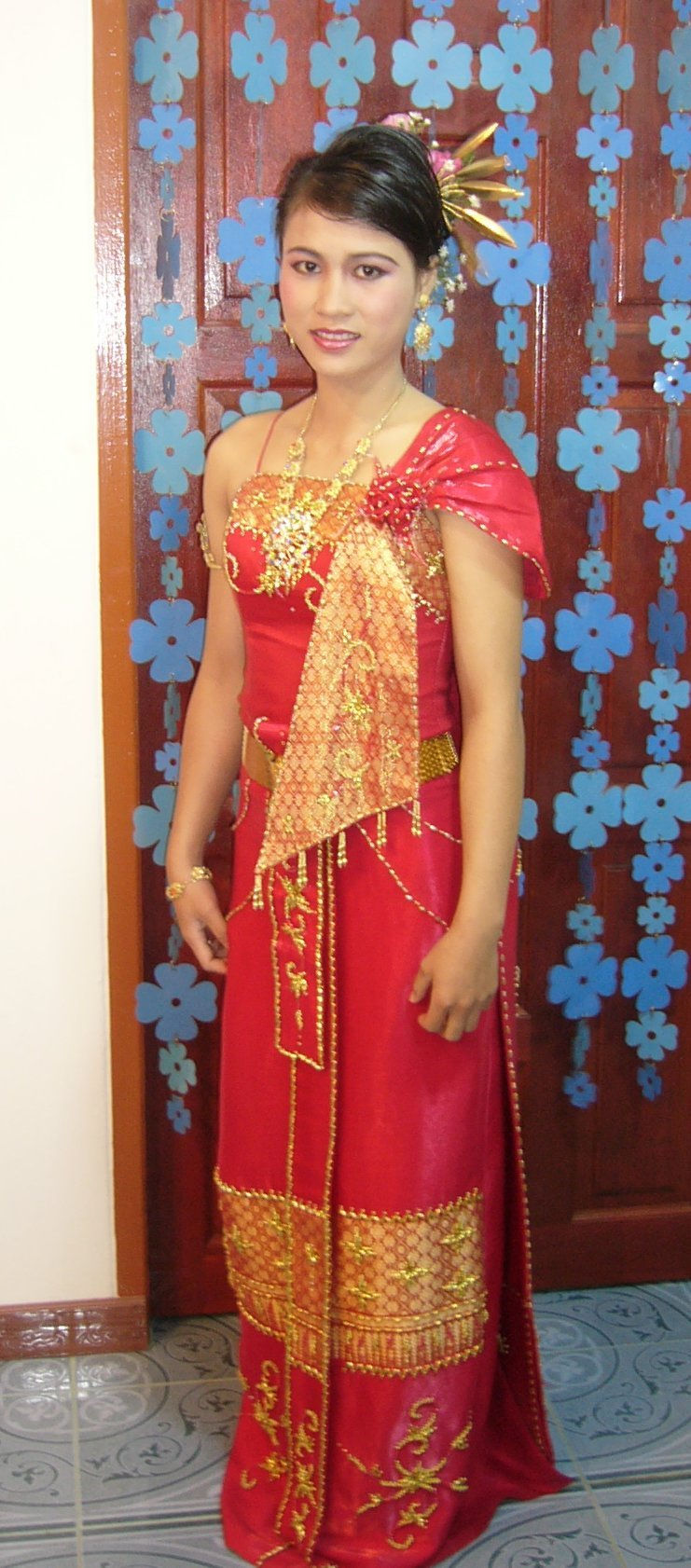
伝統衣装（Chut thai）を着た女性

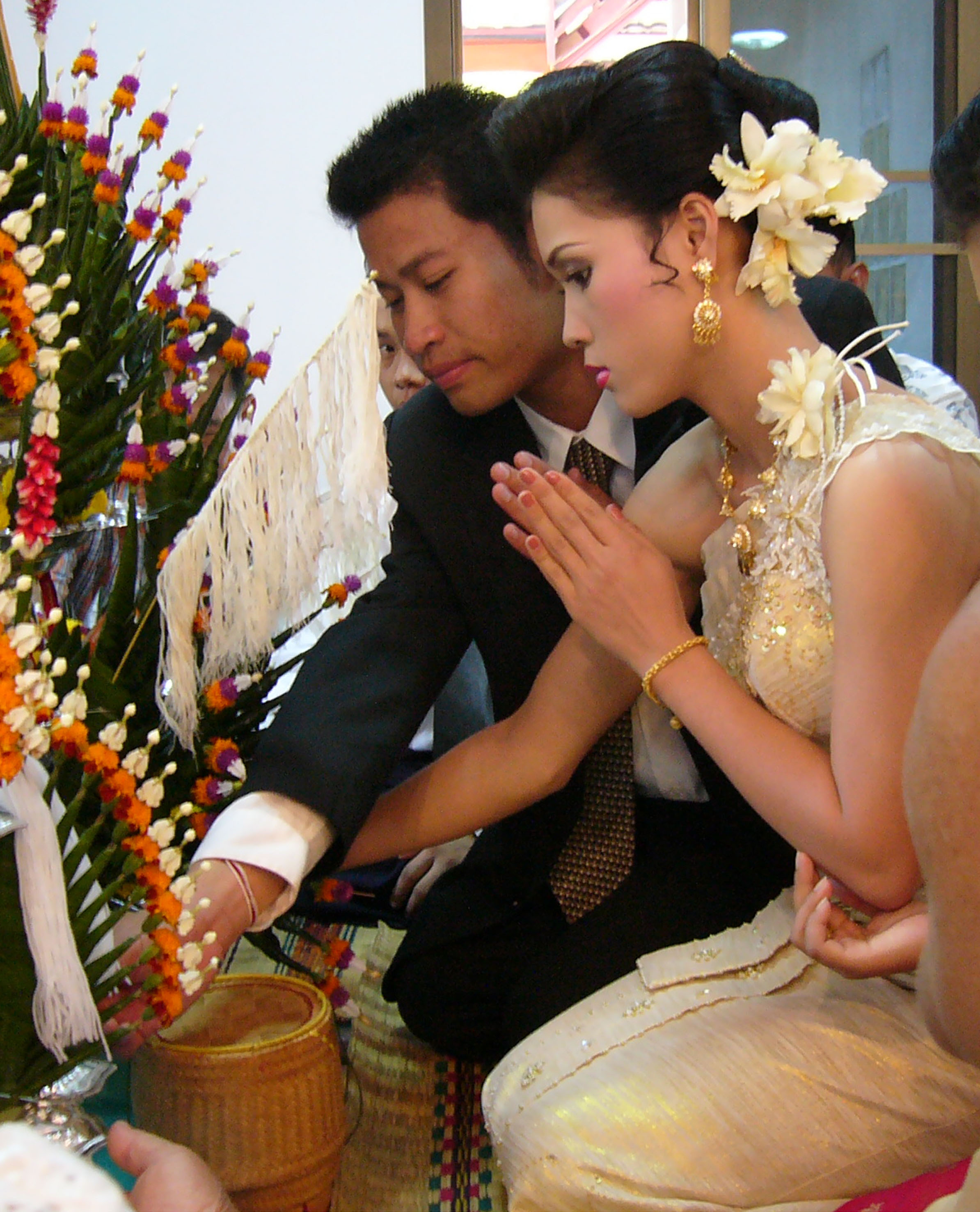
伝統的結婚式

タイの文化（タイのぶんか）とは、インド起源のバラモン文化を中心にし、それに仏教思想の影響を受けたものが多い。彫刻はほとんどが仏像に限られ、建築も仏教寺院建築が主である。一方、寺院の壁画にヒンドゥーの起源の説話が挿入されていたり、ヒンドゥー教の神々・生物が装飾として置かれていたりと美術面ではヒンドゥー的要素が顕著である。絵画も主なものは寺院の壁画である。古典劇及び古典文学もこれらの影響を強く受けており、伝統的タイ文学はほとんどが韻文である。
大きなムアン、領国の中心部にある中心都市、王国の首都などにおいて、芸術様式が発展した。これを「王室芸術」と呼ぶ。一方、小さなムアンやムラでは伝統に従って芸術品を制作する考えが強かった。これを「民衆芸術」と呼ぶ。

## 美術
タイの美術は工芸を除き、前期を通じて仏教美術だけであるが、その史的展開はタイ族支配の確立（1300年頃）以前と以後とでは異なる。東南アジア諸国と同じく、初期の青銅遺品の多くは南インド系またはグプタ系の渡来の小さな仏像であり、6世紀以後になってようやく土着民族による美術が現れる。先住民族のドヴァーラヴァティー王国の美術がそれで、ロッブリーを中心とした。8～9世紀にグプタのインド様式を取り、造形的にもすぐれた作風を示しており、透けた薄い衣をまとい、目と口の表現に民族的特色を持つ石造りの仏立像があらわれた。これより少し遅れて、9〜10世紀にシュリーヴィジャヤ王国の勢力下にあったマレー半島に、ジャワやスマトラの同時代の作りときわめて近い様式の美術が行なわれた。チャイヤー及びリゴール（ナコーンシータンマラート）付近から尊像が発見されており、ことに青銅ローケーシュヴァラ（観音）像は高い造形理念になるタイの最も誇りうる遺品である。
以上の2美術に続くのが10～13世紀のクメール美術で、クメール族の発展と支配に関係し、範囲は広くタイ東部からチャオプラヤーなどを覆う。特徴的なプラン形式の塔を持つ寺院の遺構や遺跡は各地にあり、その建築の影響はタイ族支配の時代にも及ぶ。そして方々から見いだされるクメール様式の仏像は甚だ多い。その民族的特徴の表現や顕著な量感ある造りはアンコールその他と同じで傑出したものも含むが、全体として技法的にはそれに及ばない。
最後にタイ族の美術は北端のチエンセーン地方を中心に12世紀頃から現れるビルマの影響による仏像彫刻を初めとし、13世紀以後のタイ族による全土の統一と平行してタイの国民美術が生まれる。建築は寺院を主とする。寺院または伽藍（がらん）をヴァットと呼び、その本堂は縦長のプランで正面と背面に切妻屋根をかけ、破風（はふ）を層に相重ね、豊富というより過多の木造装飾を施すのが普通で、ビルマの影響が最も顕著である。塔はインドのストゥーパに起源を持つプラ・チェーディと、クメール塔に習った砲弾形のプラ・プラントの2種があり、寺院内にはその他多種多様の建物が多くある。チエンマイにはインドのブッダガヤを模した建物があり、古都アユタヤは18世紀にビルマ軍に荒らされたが、それでも14～17世紀にわたる数多くの遺構遺跡を残しており、バンコクには王宮寺その他近世の壮麗な寺院が多い。

## 音楽
インドシナ半島の音楽の内で最も発達した音楽で、インド系・中国系・南洋系の音楽及び固有の音楽の合成である。ジャワ音楽と共に東南アジアの音楽の中心をなす。古来のカンボジア宮廷音楽とそれが民間に流れたもの、北部のラオ族、シャン族などの民俗音楽、南部のマレーの民俗音楽及び華僑の音楽に大きく別けられる。
フィンガーシンバルを打った後にデッドストロークで〆る定期的リズムは近年ゲーム音楽にも頻出し、日本の笙に近い構造の楽器ケーンなどは日本にも比較的なじみのあるタイ音楽の要素であろう。
宮廷音楽は南洋系の旋律打楽器、中国系・ビルマ系の弦楽器を中心とする合奏と、独特の発声を持つ歌からなり、盛んな舞踊や舞踊劇の伴奏をする点、音階が7等分平均律に近い世界に類例を見ないものである点などで特色を示す。7～10世紀の頃、東南アジアはインド音楽が支配的であった。現カンボジア地域のクメール文化の遺跡アンコール・ワット及びアンコール・トムの彫刻に現れる楽器はインド系が多いが、すでにこの地の特色も出ており、旋律打楽器である現在のコン・ウォンが早くも現れた。中国系やビルマ系の音楽が加わってタイの音楽の母体であるカンボジアの音楽が成立したのは14～18世紀のアユタヤ朝以後のことである。
現在もインド音楽の名残があり、インド史劇である『ラーマーヤナ』の舞踊劇（ラーマキエン）が中心となっている。この他儀礼音楽、舞踊音楽など冠婚葬祭用の楽曲が多数ある。19世紀末から古典音楽舞踊の保存のために国立芸術院である「シラパコーン」（現「シラパコーン大学」）が設立された。西洋音楽の影響はかなりあるが、主に民間の歌謡曲などで、古典の伝統は依然として強い。

### 古典音楽
- ピーパー - 旋律打楽器中心の編成による儀式音様、および舞踊音楽。
- マホーリー - 弦楽器中心の編成による声楽用伴奏音楽。
- ピーパーセーパー - セーパーという語り物の間奏曲として、マホーリーの曲がピーパー編成によって演奏されるようになり、極度に発達することとなった観賞用楽曲の様式[4]。

### 大衆音楽
- ルククルン - 「都市の子の歌」の意。1930年代に西洋音楽的な伴奏に乗ってタイ語で歌われるようになったタイ歌謡。1960年代になってこの呼称が付いた。
- ルクトゥン - 「野の子の歌」の意。農民などの生活を歌い、歌手もコブシを回して歌う。日本の演歌とも共通性がある。1980年代に女王の地位を獲得したのがプムプワン・ドゥワンチャン。
- モーラム - ラーオ人の音楽。歌詞もタイ語とは違う。1980年代から都市で急成長し、大きな潮流を形成した。本来はケーンなどの伝統楽器を使い歌われる音楽だったが、時とともに電気楽器が用いられることも多くなり、人気の拡大に貢献した。
- タイ・サーコン - 洋楽の影響を強く受けた音楽。日本のJポップに相当する[5]。